# (5453) Zakhartchenia
(5453) Zakhartchenia (désignation internatioanle (5453) Zakharchenya) est un astéroïde de la ceinture principale.

## Description
(5453) Zakhartchenia est un astéroïde de la ceinture principale. Il fut découvert le 3 novembre 1975 à Naoutchnyï par Tamara Smirnova. Il présente une orbite caractérisée par un demi-grand axe de 2,26 UA, une excentricité de 0,16 et une inclinaison de 6,3° par rapport à l'écliptique.

## Compléments